# American Fool
American Fool es el quinto álbum de estudio del cantante y compositor estadounidense John Mellencamp, grabado bajo el nombre artístico "John Cougar" en 1982.
Este álbum fue su gran avance comercial, en Estados Unidos se mantuvo en la posición número 1 de la lista de álbumes Billboard 200 durante nueve semanas consecutivas. En Australia llegó al puesto 18. 
Una versión remasterizada de American Fool fue lanzada en Mercury/Island/UMe el 29 de marzo de 2005. Incluye como bonus track, el tema principal inédito.

## Lista de canciones
Todas las canciones escritas por John Mellencamp, excepto aquellas comentadas.
1. "Hurts So Good" (Mellencamp, George M. Green) – 3:42
2. "Jack & Diane" – 4:16
3. "Hand to Hold on To" – 3:25
4. "Danger List" (Mellencamp, Larry Crane) – 4:28
5. "Can You Take It" – 3:35
6. "Thundering Hearts" (Mellencamp, Green) – 3:40
7. "China Girl" (Joe New, Jeff Silbar) – 3:34
8. "Close Enough" – 3:38
9. "Weakest Moments" – 4:07
10. "American Fool" (bonus track de la remasterización del disco en 2005) – 3:46

## Posicionamiento en listas
Álbum
| Año  | Lista             | Máxima posición |
| ---- | ----------------- | --------------- |
| 1982 | Billboard 200     | 1               |
| 1982 | Kent Music Report | 18              |

Sencillos
| Año  | Título               | Lista                    | Máxima posición |
| ---- | -------------------- | ------------------------ | --------------- |
| 1982 | "Hurts So Good"      | Billboard Hot 100        | 2               |
| 1982 | "Hurts So Good"      | Cash Box Top 100 Singles | 1               |
| 1982 | "Hurts So Good"      | Billboard Rock Tracks    | 1               |
| 1982 | "Jack & Diane"       | Billboard Hot 100        | 1               |
| 1982 | "Jack & Diane"       | Cash Box Top 100 Singles | 1               |
| 1982 | "Jack & Diane"       | Billboard Rock Tracks    | 3               |
| 1982 | "Hand to Hold On To" | Billboard Hot 100        | 19              |
| 1982 | "Hand to Hold On To" | Cash Box Top 100 Singles | 22              |
| 1982 | "Hand to Hold On To" | Billboard Rock Tracks    | 36              |

## Personal[9]
- John Mellencamp - voz principal, guitarra, pandereta
- Larry Crane - guitarra, coros
- Mike Wanchic - guitarra, coros
- Kenny Aronoff - batería, LinnDrum
- George "Chocolate" Perry - bajo
- Mick Ronson - guitarra, coros
- Robert "Ferd" Frank - bajo, coros
- Eric Rosser - teclados
- Dave Parman - coros
- Don Gehman, George Tutko, Marcos Stebbeds – Ingenieros
- Al Stegmeyer, Brad Gilderman, Dennis Hetzendorfer – (Ingenieros Asistente)
- Don Gehman, John Cougar Mellencamp – Productor
- Jürgen Vollmer – Fotografía
- Bill Levy – Dirección de arte
- John Van Hamersveld –Diseño